# Ecuație polinomială
În matematică, o ecuație polinomială, sau ecuație algebrică, este o ecuație de forma {\displaystyle P(x)=0,\,} unde P este o funcție polinomială de orice ordin iar x este necunoscuta. Ecuațiile polinomiale cu coeficienți complecși au un număr de soluții complexe egal cu gradul polinomului P. Aceste soluții sunt chiar rădăcinile polinomului P atașat ecuației polinomiale. 
Întrucât toate polinoamele de o variabilă sunt echivalente cu un polinom de forma următoare:
{\displaystyle P(x)=a_{n}x^{n}+a_{n-1}x^{n-1}+\cdots +a_{2}x^{2}+a_{1}x+a_{0}},
aceasta poate fi considerată și forma generală a unei ecuații polinomiale:
{\displaystyle P(x)=ax^{n}+...+a_{1}x+a_{0}=0}
Găsirea soluțiilor unei ecuații polinomiale a dus la noțiunea de grup, Evariste Galois sesizând că fiecărei ecuații îi corespunde un grup de substituții (permutări) ale rădăcinilor sale .

## Cazuri particulare

### Ecuația de gradul întâi
Ecuația de gradul întâi este un caz particular și cel mai simplu de ecuație polinomială, în care polinomul P este un polinom de gradul întâi. O astfel de ecuație poate fi scrisă generic:
{\displaystyle ax+b=0,\,}
Soluția ecuației este unică, cu condiția ca a, coeficientul necunoscutei, să fie nenul, fiind dată de fracția:
{\displaystyle x={\frac {-b}{a}}\,}

### Ecuația de gradul al doilea

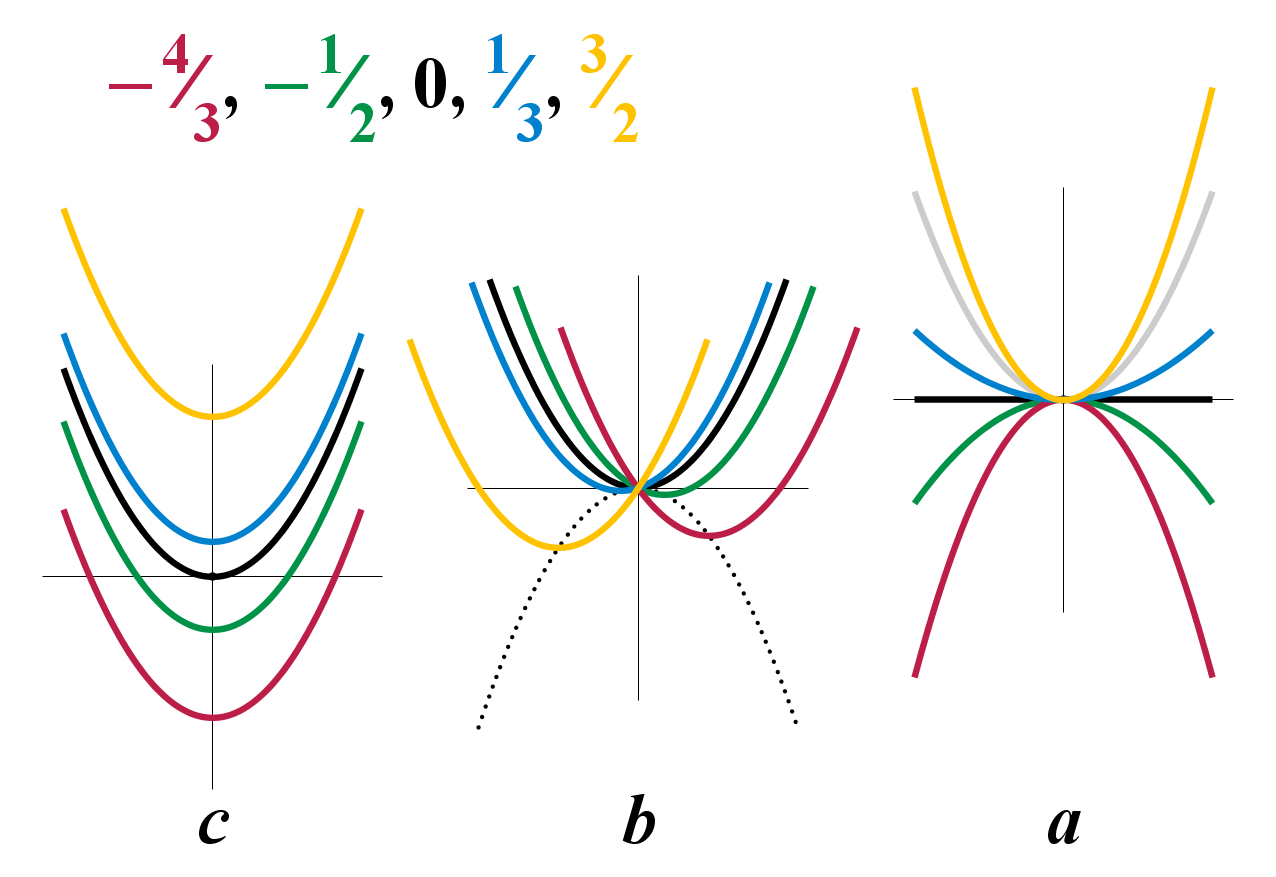
Curbele de gradul doi sunt hiperbole, concave sau convexe. Dacă hiperbola intersectează abscisa, ecuația de gradul doi corespunzătoare polinomului de grad doi are două soluții reale, dacă nu o intersectează cele două soluții sunt complex conjugate.

Ecuația de gradul al doilea este un caz particular de ecuație polinomială, în care polinomul P este un polinom de gradul al doilea. O astfel de ecuație poate fi scrisă generic:
{\displaystyle ax^{2}+bx+c=0,\,}

Ecuația are 2 soluții complexe conjugate, dacă discriminantul (Δ = b2 - 4ac) este negativ, respectiv reale, dacă acesta este pozitiv sau nul, notate cu {\displaystyle x_{1},x_{2}}. 
Ecuația se rezolvă cu ajutorul formulei cuadratice,
{\displaystyle x_{1,2}={\frac {-b\pm {\sqrt {b^{2}-4ac}}}{2a}}}

### Ecuația de gradul al treilea
Ecuația de gradul al treilea este, ca și celelalte cazuri de mai sus, un caz particular de ecuație polinomială, în care polinomul P este un polinom de gradul al treilea. O astfel de ecuație poate fi scrisă generic:
{\displaystyle ax^{3}+bx^{2}+cx+d=0,\,}

#### Natura rădăcinilor unei ecuații cubice
Fiecare ecuație cubică (sau de gradul trei) cu coeficienți reali are cel puțin o soluție reală nepereche și alte două care formează o pereche.  Acestea pot fi ambele reale sau ambele complexe.  Astfel, în funcție de valoarea discriminantului ecuației (Δ), care este un număr rezultat ca o combinație ai celor patru coeficienți ai ecuației, pot exista trei cazuri distincte. 
{\displaystyle \Delta =-4b^{3}d+b^{2}c^{2}-4ac^{3}+18abcd-27a^{2}d^{2}.\,}
Următoarele trei cazuri sunt cele mai importante de urmărit: 
- Dacă Δ > 0, atunci ecuația are trei rădăcini reale distincte;
- Pentru Δ < 0, ecuația are o rădăcină reală și o pereche de numere complex conjugate ca celelalte două soluții
- Atunci când Δ = 0, cel puțin două din cele trei rădăcini coincid.  S-ar putea ca ecuația să aibă o dublă rădăcină reală și o a treia reală dar distinctă sau ca toate cele trei rădăcini reale să fie confundate.

### Ecuația de gradul al patrulea

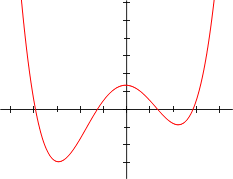
Graficul unei funcții polinomiale de grad patru are trei puncte critice. Intersecțiile cu abscisa, dacă există, reprezintă numărul și valorile rădăcinilor reale ale ecuației bipătrate.

Ecuația de gradul al patrulea, sau bipătrată, este, ca și celelalte cazuri de mai sus, un caz particular de ecuație polinomială, în care polinomul P este un polinom de gradul al patrulea. O astfel de ecuație poate fi scrisă generic:
{\displaystyle ax^{4}+bx^{3}+cx^{2}+dx+e=0,\,}
pentru orice coeficient a nenul, pentru că atunci polinomul/funcția/ecuația de grad patru nu ar exista.

### Ecuații de ordin superior
Charles Hermite a obținut o soluție pentru ecuația de gradul cinci cu funcție eliptică.